# Tramway de Gatineau
 (janvier 2021).
La mise en forme du texte ne suit pas les recommandations de Wikipédia : il faut le « wikifier ».
Les points d'amélioration suivants sont les cas les plus fréquents. Le détail des points à revoir est peut-être précisé sur la page de discussion.
- Les titres sont pré-formatés par le logiciel. Ils ne sont ni en capitales, ni en gras.
- Le texte ne doit pas être écrit en capitales (les noms de famille non plus), ni en gras, ni en italique, ni en « petit »…
- Le gras n'est utilisé que pour surligner le titre de l'article dans l'introduction, une seule fois.
- L'italique est rarement utilisé : mots en langue étrangère, titres d'œuvres, noms de bateaux, etc.
- Les citations ne sont pas en italique mais en corps de texte normal. Elles sont entourées par des guillemets français : « et ».
- Les listes à puces sont à éviter, des paragraphes rédigés étant largement préférés. Les tableaux sont à réserver à la présentation de données structurées (résultats, etc.).
- Les appels de note de bas de page (petits chiffres en exposant, introduits par l'outil «  Source ») sont à placer entre la fin de phrase et le point final[comme ça].
- Les liens internes (vers d'autres articles de Wikipédia) sont à choisir avec parcimonie. Créez des liens vers des articles approfondissant le sujet. Les termes génériques sans rapport avec le sujet sont à éviter, ainsi que les répétitions de liens vers un même terme.
- Les liens externes sont à placer uniquement dans une section « Liens externes », à la fin de l'article. Ces liens sont à choisir avec parcimonie suivant les règles définies. Si un lien sert de source à l'article, son insertion dans le texte est à faire par les notes de bas de page.
- La présentation des références doit suivre les conventions bibliographiques. Il est recommandé d'utiliser les modèles {{Ouvrage}}, {{Chapitre}}, {{Article}}, {{Lien web}} et/ou {{Bibliographie}}. Le mode d'édition visuel peut mettre en forme automatiquement les références.
- Insérer une infobox (cadre d'informations à droite) n'est pas obligatoire pour parachever la mise en page.

Pour une aide détaillée, merci de consulter Aide:Wikification.
Si vous pensez que ces points ont été résolus, vous pouvez retirer ce bandeau et améliorer la mise en forme d'un autre article.
 (juillet 2024).
Le Tramway de Gatineau (officiellement connu sous le nom de Système de transport collectif structurant) est un projet de tramway de 24 km proposé par la Ville de Gatineau, au Québec et qui devrait s'étendre jusqu'à Ottawa, en Ontario. Le système devrait être exploité par la Société de transport de l'Outaouais (STO), qui exploite le système de transport en commun de Gatineau. Le système devrait commencer à fonctionner en 2028 selon les estimations de la société , et devrait coûter 4 milliards de dollars canadiens, selon l'option retenue pour l'insertion au centre-ville d'Ottawa. La Ville de Gatineau a demandé au gouvernement du Québec de financer 60% du projet et au gouvernement fédéral canadien de financer 40% du projet. Aucun des deux ne s'est encore engagé à ce propos.

## Propositions de Gatineau

### Tout par tramway
Le tramway comporterait deux lignes et terminus sur le boulevard des Allumettières: l'une à son intersection avec le chemin Eardley, dans le secteur Aylmer, et l'autre à celle avec le chemin Vanier, dans le quartier du Plateau. Un pôle d'échanges au coin des rues Alexandre-Taché et Saint-Raymond permettrait aux usagers de basculer entre les lignes Aylmer et Plateau.
Les tramways d'Aylmer à partir d'Eardley circuleraient vers l'est sur des Allumettières jusqu'à Wilfrid-Lavigne, puis vers le sud jusqu'à la rue Principale et ensuite vers l'est sur le chemin Aylmer avant d'atteindre la station de correspondance. Les tramways du Plateau en provenance de Vanier circuleraient vers le nord jusqu'au boulevard du Plateau, puis se dirigeraient vers l'est jusqu'à la fin de la route au coin Saint-Raymond et ensuite vers le sud avant d'atteindre le pôle d'échanges.
Le tronçon principal du tramway de Gatineau irait du boulevard Alexandre-Taché, où il rejoindrait l'actuel stationnement incitatif Saint-Dominique et la station du Rapibus Taché-UQO jusqu'à la rue Laurier. Le tronçon principal servirait soit de partie orientale de l'une des lignes, soit fonctionnerait séparément en tant troisième ligne.

### Tramway du Plateau et Rapibus vers Aylmer
La ligne du Plateau à partir de la situation tout tramway serait maintenue jusqu'à l'intersection Saint-Raymond et du Plateau. De là, le service en direction Est continuerait sur Des Allumettières et desservirait la station Montcalm du Rapibus, puis continuerait sur Des Allumettières jusqu'au boulevard Maisonneuve, près du Musée canadien de l'histoire. Les tramways circuleraient ensuite en direction sud sur Maisonneuve avant de traverser la Rivière des Outaouais sur le pont du Portage.
À Aylmer, il n'y aurait un service de tramway que sur le boulevard des Allumettières, celui circulant du chemin Vanier au terminus de la ligne sur le chemin Eardley. Ce scénario ne nécessite pas de station de correspondance à Gatineau. Une ligne de SRB (service rapide par bus) assurerait le service sur Wilfrid-Lavigne et de la rue Principale à la rue Laurier, y compris jusqu'à la station du Rapibus Taché-UQO.

### Tramway vers Aylmer et Rapibus vers le Plateau
La ligne Aylmer et le tronçon principal de la situation tout par tramway seraient entièrement maintenus, tandis que le service du Plateau à partir de la situation du Plateau serait entièrement remplacé par un service de Rapibus (le système de BHNS de la Ville de Gatineau).

## Proposition de la ville d'Ottawa
Le terminus est du Tramway de Gatineau serait situé à Ottawa, près de la station Lyon, ce qui permettrait aux usagers de faire une correspondance vers la Ligne 1 de l'O-Train, avec des plans alternatifs pour qu'elle se termine plus à l'est dans le centre-ville d'Ottawa. Le système traverserait la rivière des Outaouais sur le pont du Portage. Bien que les premiers plans prévoyaient que le Tramway traverse le pont Prince de Galles et le pont Alexandra, le pont du Portage a ensuite été identifié comme le meilleur emplacement pour la traversée de la rivière par une étude menée pour la STO par la société d'ingénierie WSP Global.
Cette analyse a démontré que le raccordement du réseau à Ottawa par le pont Chef William-Commanda (prince de galles) aurait amené trop de passagers à la station Bayview, le terminus initialement prévu, qui n'a pas été conçue pour un tel affût de personnes. Il est prévu que le tronçon d'Ottawa longe la rue Wellington, qui pourrait alors être transformée en une rue piétonne ou passe par un tunnel sous la rue Sparks. Selon un sondage auprès des résidents d'Ottawa et de Gatineau mené par la STO, 60% des répondants disaient privilégier l'option du tunnel. Le 16 novembre 2020, le comité des transports d'Ottawa a approuvé l'idée de la construction d'un tunnel de la rue Sparks pour le Tramway de Gatineau, tout en laissant l'option d'un passage en surface sur la rue Wellington ouverte.

### Proposition d'une boucle entre les centres-villes
Un groupe, connu sous le nom des «Amis de la Boucle», a proposé la création d'une boucle de transport en commun entre les centres-villes d'Ottawa et de Gatineau à laquelle le Tramway de Gatineau se raccorderait,. La boucle passerait sur la rue Wellington à Ottawa, tournerait vers le nord sur une rue indéterminée (peut-être l'avenue Mackenzie, la promenade Sussex ou la rue Dalhousie), traverserait la rivière des Outaouais sur le pont Alexandra (qui doit être refait avant 2030), longerait la rue Laurier à Gatineau, avant de revenir à Ottawa via le pont du Portage. Les partisans du groupe comprennent les anciens maires d'Ottawa Jim Durrell, Jacquelin Holzman et Larry O'Brien.
Le maire d'Ottawa, Jim Watson, a déclaré que même s'il s'agit d'une idée intéressante, sa propre priorité est de construire la troisième étape de l'O-Train. Le 16 novembre 2020, le comité des transports d'Ottawa a adopté une motion demandant au gouvernement fédéral de fournir des fonds pour une étude de faisabilité sur la boucle de transport en commun et sur la conversion de la rue Wellington en rue piétonne.